# هانس ماس
هانس ماس (بالألمانية: Hans Maaß)‏ (و. 1911 – 1992 م) هو رياضياتي، وأستاذ جامعي ألماني، ولد في هامبورغ، كان عضوًا في الحزب النازي، كان عضوًا في أكاديمية هايدلبرغ للعلوم والعلوم الإنسانية (منذ 1974)، توفي عن عمر يناهز 81 عاماً.

## الخدمة العسكرية
خدم في لوفتفافه.